# 2007 a filmművészetben

## Események
| Hónap      | Nap | Esemény |
| ---------- | --- | --- |
| január     | 3 | A Producerek Amerikai Szövetsége közzéteszi jelöltjeit: a Bábel, a Dreamgirls, A tégla, A család kicsi kincse és A királynő verseng a legjobb film díjáért. |
| január     | 5 | A Screen Actors Guild díjaira Leonardo DiCaprio és Helen Mirren kétszeresen esélyes. A Babel, a Dreamgirls és A család kicsi kincse egyaránt három jelölést kap. |
| január     | 8 | Helen Mirren és Forest Whitaker gyűjt be elismerést a National Society of Film Critics Awardson. Mark Wahlberg és Meryl Streep szintén kitüntetésben részesül, a legjobb filmnek A faun labirintusát választják. A legjobb rendező Paul Greengrass. |
| január     | 10 | 94 éves korában meghal Carlo Ponti. Sophia Loren férjének produceri munkái között olyan címeket találunk, mint az Országúton, a Doktor Zsivágó vagy a Nagyítás. |
| január     | 10 | A Director's Guild of America legjobb rendezőnek járó elismeréséért Martin Scorsese, Bill Condon, Alejandro González Iñárritu, Stephen Frears és a Jonathan Dayton – Valerie Faris házaspár száll harcba február 3-án. |
| január     | 10 | Hét film kapja meg az esélyt, hogy a legjobb smink Oscar-díjáért induljon. Az Apocalypto, A Karib-tenger kalózai: Holtak kincse, a Télapu 3. – A szánbitorló, az X-Men: Az ellenállás vége, a Távkapcs, A faun labirintusa és A tökéletes trükk közül végül három jelöltet jelentenek be a többi esélyessel együtt január 23-án. |
| január     | 11 | A BAFTA-díj jelöltjeit A királynő vezeti 10 nominálással. A Casino Royale, akciófilmtől szokatlanul, 7 eséllyel vág neki a februári díjátadónak, köztük a legjobb brit film és Daniel Craig a legjobb színész kategóriában. |
| január     | 12 | A Costume Designers Guild jelölései Az ördög Pradát visel és A királynő jelmezeit favorizálja. A további versenyzők között a Casino Royale, a Babel és A család kicsi kincse található. A győzteseket február 17-én hirdetik ki. |
| január     | 12 | A Broadcast Film Critics Association A téglát választja 2006 legjobbjának. Martin Scorsese, Forest Whitaker és Helen Mirren sokadik elismerésüket gyűjtik be munkájukért. |
| január     | 15 | A Forgatókönyvírók Amerikai Szövetsége Sacha Baron Cohent is jelöli a Borat megírásáért. A további adaptált forgatókönyv-jelöléseket Az ördög Pradát visel, A tégla, a Thank You for Smoking és az Apró titkok kapja. Az eredeti forgatókönyv díjáért a Babel, A United 93-as, A család kicsi kincse, a Felforgatókönyv és A királynő küzd. |
| január     | 15 | A Golden Globe-díjátadón a Dreamgirls három díjat visz haza, köztük a legjobb vígjáték/musicalét. A legjobb dráma a Babel, míg Martin Scorsese pályája második Arany Glóbuszát kapja. A fő színészi kategóriákban Forest Whitaker, Helen Mirren, Sacha Baron Cohen és Meryl Streep győzedelmeskedik. |
| január     | 17 | Kilencre szűkül az Oscar-díj legjobb külföldi film kategóriájában versenyző produkciók száma. Az öt jelölt helyére a Volver (Spanyolország), A faun labirintusa (Mexikó), az Indigenes (Algéria), a Water (Kanada), az Esküvő után (Dánia), a Fauteuils d'orchestre (Franciaország), a Fekete Könyv (Hollandia), a Vitus (Svájc) és A mások élete (Németország) esélyes. A magyar nevezettnek, a Fehér tenyérnek tehát nem sikerül a továbbjutás. |
| január     | 20 | A Producerek Amerikai Szövetsége A család kicsi kincsét választja 2006 legjobbjának. A legjobb animációs film a Verdák, a legjobb drámasorozat A Grace klinika, a legjobb vígjátéksorozat pedig az Office. Az elmúlt 17 évben a PGA nyertese 11 alkalommal vitte haza az Oscar-díjat is. |
| január     | 22 | Az Elemi ösztön 2. és a Kiscsávó vezeti az Arany Málna díjra esélyesek listáját hét-hét jelöléssel. A fentiek mellett a legrosszabb film a BloodRayne, a Lány a vízben és a Rejtélyek szigete hármasából fog kikerülni egy nappal az Oscar-gála előtt. |
| január     | 23 | Közzéteszik a 2007-es Oscar-jelöltek listáját. A legjobb film díjáért A tégla, A család kicsi kincse, a Levelek Ivo Dzsimáról, a Babel és A királynő verseng, ennek ellenére a Dreamgirls kapja a legtöbb nominációt, nyolcat. Két magyar száll versenybe február 25-én: Zsigmond Vilmos a Fekete Dália képeiért, M. Tóth Géza pedig Maestro című animációs rövidfilmje révén esélyes. |
| január     | 28 | A színészek szövetsége (SAG) is A család kicsi kincsét jutalmazza legfőbb kategóriájában, a teljes színészgárdát elismerve. Helen Mirren és Forest Whitaker kapja a legjobb színésznő, illetve színész díját. |
| január     | 29 | Az Akadémia újonnan meghozott szabályai értelmében a legjobb filmért járó szobrot csak a munkafolyamatokat ténylegesen felügyelő producerek kaphatják, s maximum hárman. Így A tégla esetében Brad Grey és Brad Pitt is elesnek a kitüntetéstől, míg A család kicsi kincse győzelmekor is ketten maradhatnak hoppon. |
| január     | 31 | A DreamWorks Animation befejezi az együttműködést a brit Aardman Productionsszel, mivel a cég két filmje, a Wallace és Gromit és az elvetemült veteménylény és az Elvitte a víz nem a vártnak megfelelően teljesített. |
| február    | 3 | A Director's Guild of America Martin Scorsesét választja a 2006-os év legjobb rendezőjének A tégláért. |
| február    | 4 | A brit filmkritikusok Paul Greengrass A United 93-as című filmjét szavazzák meg a tavalyi év legjobbjának a 34. Evening Standard British Film Awardson. A legjobb színész Daniel Craig, a legjobb színésznő Judi Dench. |
| február    | 5 | A Disney bejelenti, hogy Robert Zemeckis rendező-producerrel új céget alapítanak, ami 3D-s animációs filmeket fog gyártani. |
| február    | 6 | A Paramount kitűzi a hosszú ideje előkészítési státuszban lévő negyedik Indiana Jones-film bemutatóját: a tervek szerint világszerte 2008. május 22-étől lesz látható. |
| február    | 8 | Megkezdődik a 2007-es Berlini Nemzetközi Filmfesztivál az Édith Piafról szóló Piaf című film vetítésével. |
| február    | 11 | A királynő kapja a legjobb filmnek járó BAFTA-díjat, a legjobb brit film Az utolsó skót király, míg a legjobb rendező Paul Greengrass. A színészi díjakat a két győztes film főszereplői vihetik haza. |
| február    | 11 | A forgatókönyvírók szövetsége (WGA) A család kicsi kincse és A tégla alkotóit jutalmazza. |
| február    | 17 | A kínai Tuya de hun shi (Tuya házassága) című film kapja az Arany Medvét a Berlini Filmfesztiválon. |
| február    | 24 | A 32. César-gálán a legsikeresebb francia filmek a Lady Chatterley (5 César, köztük a legjobb film és a legjobb adaptáció), a Senkinek egy szót se! (4 César) és a Je vais bien, ne t’en fais pas (2 César). Az legjobb külföldi filmért járó Césart az amerikai Jonathan Dayton – Valérie Faris házaspár veheti át A család kicsi kincse című alkotásukért. |
| február    | 24 | A filmipar legrosszabbjait díjazó éves Arany Málnából az Elemi ösztön 2.-nek jut a legtöbb: a legrosszabb film titulusa mellett Sharon Stone a legrosszabb színésznő. A legrosszabb színészek a Wayans-fivérek, a legrosszabb rendező M. Night Shyamalan. |
| február    | 25 | A tégla négy díjat söpör be a 79. Oscar-gálán, köztük a legjobb film és a legjobb rendező díját, utóbbival első elismerését kapja meg Martin Scorsese az Akadémiától. A legjobb színész Forest Whitaker, a legjobb színésznő pedig Helen Mirren. |
| március    | 8 | John Lasseter, a Disney programigazgatója bejelenti, hogy a cég 2009-ben visszatér a hagyományos animációs technikával készülő rajzfilmekhez a The Princess and the Foggal. Ez lesz az első Walt Disney rajzfilm, melyben afro-amerikai hercegnő szerepel. |
| március    | 21 | Az Amerikai Filmakadémia bejelenti, hogy a 80. Oscar-gálára 2008. február 24-én kerül sor a hollywoodi Kodak Filmszínházban. |
| március    | 20 | Mexikó első számú filmes díjátadóján, az Arielen A faun labirintusa győzedelmeskedik kilenc kategóriában, köztük a fődíjat is megkapja. |
| április    | 2 | Az Aardman Features három évre szóló szerződést ír alá a Sony Pictures Entertainmenttel, miután januárban megszűnt a DreamWorksszel való együttműködése. |
| április    | 18 | Mivel az ABC csatornán vetített Született feleségek már nem magasodik ki a nézettségi listákon, az NBC-n sugárzott Golden Globe-díjátadó 2008-tól visszatér a vasárnap esti időpontra az elmúlt néhány év hétfői közvetítéséről. |
| április    | 19 | Közzéteszik a 60., 60. Cannes-i Fesztivál programját. A nyitófilm Wong Kar Wai My Blueberry Nights – A távolság íze című alkotása lesz május 16-án. A versenyfilmek között találjuk a Coen-fivérek, David Fincher, Gus Van Sant és Emir Kusturica műveit is. |
| május      | 1 | A 300 és az A Karib-tenger kalózai: Holtak kincse kapja a legtöbb jelölést az MTV Movie Awardson. A díjátadóra június 3-án kerül sor. |
| május      | 2 | A Pókember 3 rekordbevételeket ér el első állomásain Ázsiában és Európában. Összesen 29 millió dollárt gyűjt május 1-jén, ami több, mint az előző két rész hasonló eredménye együttvéve. |
| május      | 6 | A Pókember 3 diadalmenete tovább folytatódik. Észak-Amerikában minden idők legnagyobb első hétvégi bevételét produkálja 151 millió dollárral, a világ többi országából pedig további 230 milliót kasszíroz. A Sony bejelent három további folytatást. |
| május      | 10 | Az MPAA korhatár-megállapító bizottsága bejelenti, hogy a jövőben a vásznon jelenlévő dohányzás is befolyásolja a film nézői korcsoport szerinti besorolását – méghozzá az R, vagyis a 17 éven aluliaknak csak szülői kísérettel kategóriába. |
| május      | 16 | Kezdetét veszi a 60. Cannes-i Fesztivál. |
| május      | 25 | 30. születésnapját ünnepli a Csillagok háborúja. Az évforduló kapcsán a rajongók számos rendezvényt tartanak, többek között a filmek maratoni vetítését Los Angelesben. |
| május      | 28 | A 60. Cannes-i Fesztivál Arany Pálmáját a román Cristian Mungiu veheti át a 4 hónap, 3 hét, 2 nap című művészfilmjéért; a mustra 60. évfordulós díját a Paranoid Park rendezője, Gus Van Sant kapja. A zsűri a japán Kavasze Naomi Siratóerdő című filmjének ítéli oda a nagydíjat; a legjobb női alakítás díját Jeon Do-yeon (Secret Sunshine), a legjobb férfi alakításét Konstantin Lavronenko (Izgnanie) veheti át. A jubileumi fesztivál legjobb rendezője Julian Schnabel festőművész-filmrendező lett (Szkafander és pillangó). A versenyprogramban szerepelt Tarr Béla A londoni férfi című, francia-német-brit-magyar koprodukcióban készült alkotása. |
| június     | | |
| 3          | A Karib-tenger kalózai: Holtak kincse a legjobb film az MTV Movie Awardson, főszereplője, Johnny Depp pedig a legjobb alakítás díját kapja. Az arany popcornt formáló trófeával illetik még a 300-at, a Boratot és A téglát is. | |
| 21         | A Disney bejelenti, hogy megszünteti az egyenesen videóra készített folytatások gyártását. John Lasseter azután hozta meg a régebb óta érlelődő döntést, hogy beletekintett a The Tinkerbell Movie című film munkálataiba. | |
| július     | | |
| 21         | 74 éves korában meghal Kovács László, az Egyesült Államokban működő magyar operatőr. A Szelíd motorosok és a Beépített szépség fényképezőjének halálát rák okozta. | |
| 29         | 18 évvel a sorozat indulása után bemutatják A Simpson család moziváltozatát. A film elsöprő siker az egész világon, amiben rajzolt animációs produkciónak régen volt része. A Simpson család – A film a harmadik legnagyobb nyitóhétvégét produkálja az animációs filmek között Észak-Amerikában a Shrek 2 és a Harmadik Shrek mögött. | |
| 30         | Néhány óra különbséggel távozik az élők sorából a filmtörténet két legendás művésze, Ingmar Bergman svéd és Michelangelo Antonioni olasz rendező. | |
| augusztus  | | |
| 8          | Jelentések szerint 2007 első félévében először fordul elő, hogy több magas felbontású adathordozón (Blu-Ray, HD DVD) kiadott filmet vásárolnak az amerikai fogyasztók, mint VHS-en. Ez egyszerre tekinthető a legújabb technika gyors úttörésének, illetve a VHS újabb lépésének az elmúlás felé. | |
| 20         | A Paramount bejelenti, hogy a stúdió a HD DVD formátumot támogatja a jövőben. Ez azt jelenti, hogy filmjeik – beleértve a megvásárolt DreamWorks Pictures filmjeit – nem jelennek meg a nagyobb keresletet bonyolító Blu-ray disc formátumon. | |
| 27         | A Media By Numbers közzéteszi az amerikai mozik nyári forgalmának eredményeit. A jegybevételek először lépik át a 4 milliárd dolláros határt, amivel a 2004. év rekordja dőlt meg; azonban az akkor elkelt jegyek számát nem sikerült elérni. | |
| 29         | Kezdetét veszi a 75. Velencei Filmfesztivál a Vágy és vezeklés című filmmel. Itt látható először Ang Lee már bemutatója előtt vihart kavart drámája, az Ellenséges vágyak. | |
| szeptember | | |
| 6          | Jeremy Podeswa Fugitive Pieces című filmjével kezdetét veszi a 2007-es torontói filmfesztivál. | |
| 9          | Bejelentik a negyedik Indiana Jones-film címét. A produkció Indiana Jones and the Kingdom of the Crystal Skull (magyarul Indiana Jones és a kristálykoponya királysága) néven kerül Észak-Amerikában és világszerte a mozikba 2008. május 22-én. | |
| 10         | Két év után ismét a tajvani rendező, Ang Lee nyerte el az Arany Oroszlánt a velencei filmfesztiválon, ezúttal Ellenséges vágyak című filmdrámájáért. A legjobb színésznek Brad Pittet választották a Jesse James meggyilkolása, a tettes a gyáva Robert Fordbeli alakításáért, míg Cate Blanchettet az I'm Not There-ben újfent megcsillogtatott tehetségéért jutalmazták. A legjobb rendező Brian De Palma lett Cenzúrázatlanul - Háború másképp című munkájáért. | |
| 10         | A Warner Bros. bejelenti, hogy a Harry Potter-széria immáron minden idők legtöbb bevételt hozó filmfranchise-a, megelőzve a 22 Bond-film együttes adatait. Az eddigi 4,47 milliárd dollár tovább gyarapszik majd 2008-ban, illetve 2010-ben a hatodik és hetedik epizódok érkezésével. | |
| 12         | A Filmművészeti és Tudományi Akadémia megerősíti a The New York Times azon értesülését, miszerint újfent Jon Stewart lesz az Oscar-gála házigazdája 2008-ban. | |
| 17         | David Cronenberg Gyilkos ígéretek című filmje nyeri a fődíjat, a közönség díját a torontói filmfesztiválon. | |
| november   | | |
| 4          | Hosszas előzmények után kezdetét veszi a forgatókönyvírók sztrájkja Hollywoodban. Az ok: a Forgatókönyvírók Amerikai Szövetsége nagyobb részesedést követel a filmek DVD-s és online értékesítéséből. A munkafelfüggesztés leginkább a televíziós műsorokat sújtja, de több film, így az Angyalok és démonok filmadaptációjának forgatása is fél évet csúszik. | |
| 6          | Bejelentik, hogy 2008. január 1-jével Richard Parsons átadja a Time Warner CEO-pozícióját Jeffrey Bewkesnak, de továbbra is a cégnél marad, mint elnök. | |
| december   | | |
| 5          | A díjszezon kezdetét veszi a National Board of Review ítéleteivel. A legjobb filmnek a Nem vénnek való vidéket választják, míg a legjobb rendező Tim Burton a Sweeney Todd, a Fleet Street démoni borbélya című filmért. A legjobb színész George Clooney (Michael Clayton), míg a legjobb színésznő Julie Christie (Egyre távolabb). | |
| 9          | A Los Angeles-i Filmkritikusok ítélete szerint a Vérző olaj az év legjobb filmje; direktora, Paul Thomas Anderson a legjobb rendező, főszereplője, Daniel Day-Lewis pedig a legjobb színész. A washingtoni és a bostoni filmkritikusok ellenben a Nem vénnek való vidék mellett törnek lándzsát. | |
| 10         | A New York-i Filmkritikusok Köre is a Nem vénnek való vidéket kiáltja ki 2007 legjobb filmjének. A legjobb színésznek Daniel Day-Lewist (Vérző olaj) választják, a színésznők közül Julie Christie kap elismerést. Ezalatt a San Franciscói Filmkritikusok Köre a Jesse James meggyilkolása, a tettes a gyáva Robert Fordra voksol, a színészi díjakat pedig George Clooney és megint csak Julie Christie kapja.                                                   | |
| 13         | Közzéteszik a Golden Globe-jelölteket. A listát a Vágy és vezeklés vezeti hét jelöléssel, ezt követi az öt kategóriában esélyes Charlie Wilson háborúja. Szokatlan módon a legjobb filmdráma címért versengők között hét produkció is szerepel. Philip Seymour Hoffman és Cate Blanchett fő- és mellékszereplőként is győzedelmeskedhet. Nyerteseket 2008. január 13-án hirdetnek.                                                                                 | |

## Sikerfilmek
| #  | cím                                   | stúdió      | összbevétel  | észak-amerikai bevétel | magyarországi bevétel | gyártási költség |
| -- | ------------------------------------- | ----------- | ------------ | ---------------------- | --------------------- | ---------------- |
| 1  | A Karib-tenger kalózai: A világ végén | Disney      | $960 996 492 | $309 420 425           | Ft420 768 522         | $300 000         |
| 2  | Harry Potter és a Főnix Rendje        | Warner      | $938 468 864 | $292 004 738           | Ft555 973 621         | $150 000         |
| 3  | Pókember 3.                           | Sony        | $890 871 626 | $336 530 303           | Ft141 333 000         | $258 000         |
| 4  | Harmadik Shrek                        | DreamWorks  | $798 958 165 | $322 719 944           | Ft675 266 064         | $160 000         |
| 5  | Transformers                          | Paramount   | $708 272 581 | $319 246 193           | Ft185 993 569         | $150 000         |
| 6  | L'ecsó                                | Buena Vista | $621 426 008 | $206 445 654           | Ft467 818 710         | $150 000         |
| 7  | Legenda vagyok                        | Warner      | $584 155 425 | $256 393 010           | Ft145 221 829         | $150 000         |
| 8  | A Simpson család – A film             | Fox         | $527 068 851 | $183 135 014           | Ft87 676 368          | $75 000          |
| 9  | A nemzet aranya: Titkok könyve        | Buena Vista | $457 364 600 | $219 964 115           | Ft224 691 668         | nincs adat       |
| 10 | 300                                   | Warner      | $456 068 181 | $210 614 939           | Ft189 729 815         | $65 000          |

## Filmbemutatók

### Magyar filmek
| Cím                                 | Rendező                         |
| ----------------------------------- | ------------------------------- |
| 56 csepp vér                        | Bokor Attila                    |
| Adjátok vissza a hegyeimet          | Koltay Gábor                    |
| Boldog új élet                      | Bogdán Árpád                    |
| Boszporusz felett a híd             | Tolvaly Ferenc                  |
| Buhera mátrix                       | Márton István                   |
| Csendkút                            | Pozsgai Zsolt                   |
| Dolina                              | Kamondi Zoltán                  |
| Egon & Dönci                        | Magyar Ádám                     |
| Az emigráns – Minden másképp van    | Szalai Györgyi és Dárday István |
| Farkas                              | Tóth Tamás                      |
| Hasutasok                           | Szőke András                    |
| A hét nyolcadik napja               | Elek Judit                      |
| Iszka utazása                       | Bollók Csaba                    |
| Konyec – Az utolsó csekk a pohárban | Rohonyi Gábor                   |
| Kythéra                             | Mészáros Márta                  |
| Lányok                              | Faur Anna                       |
| Liberté '56                         | Vidnyánszky Attila              |
| Lora                                | Herendi Gábor                   |
| Macskafogó II.: A sátán macskája    | Ternovszky Béla                 |
| Megy a gőzös                        | Koltai Róbert                   |
| A Nap utcai fiúk                    | Szomjas György                  |
| Nincs kegyelem                      | Ragályi Elemér                  |
| Noé bárkája                         | Sándor Pál                      |
| Ópium – Egy elmebeteg nő naplója    | Szász János                     |
| Overnight                           | Török Ferenc                    |
| Sínjárók                            | Jeli Ferenc                     |
| S.O.S. szerelem!                    | Sas Tamás                       |
| Töredék                             | Maár Gyula                      |
| Zuhanórepülés                       | Novák Erik                      |

### Észak-amerikai, országos bemutatók
január – december
| Magyar cím                                        | Eredeti cím                                          | Rendező                                 | Stúdió / Forgalmazó           | [ 7 ] |
| ------------------------------------------------- | ---------------------------------------------------- | --------------------------------------- | ----------------------------- | ----- |
| 1408                                              | 1408                                                 | Mikael Håfström                         | MGM / Weinstein               |       |
| A 23-as szám                                      | The Number 23                                        | Joel Schumacher                         | New Line Cinema               |       |
| 28 héttel később                                  | 28 Weeks Later                                       | Juan Carlos Fresnadillo                 | Fox Atomic                    |       |
|                                                   | 30 Days of Night                                     | David Slade                             | Sony Pictures                 |       |
| 300                                               | 300                                                  | Zack Snyder                             | Warner Bros.                  |       |
| Across the Universe – Csak szerelem kell          | Across the Universe                                  | Julie Taymor                            | Sony Pictures                 |       |
| Agyő, nagy ő!                                     | The Heartbreak Kid                                   | Bobby Farrelly és Peter Farrelly        | Paramount / DreamWorks        |       |
| Aliens vs. Predator – A Halál a Ragadozó ellen 2. | Aliens Vs. Predator: Requiem                         | Colin Strause és Greg Strause           | 20th Century Fox              |       |
| Alpha Dog                                         | Alpha Dog                                            | Nick Cassavetes                         | Universal Pictures            |       |
| Alvin és a mókusok                                | Alvin and the Chipmunks                              | Tim Hill                                | 20th Century Fox              |       |
|                                                   | Amazing Grace                                        | Michael Apted                           | IDP                           |       |
| Amerikai gengszter                                | American Gangster                                    | Ridley Scott                            | Universal Pictures            |       |
| Amerikai Hófehérke                                | Sydney White                                         | Joe Nussbaum                            | Universal Pictures            |       |
| Anya, lánya, unokája                              | Georgia Rule                                         | Garry Marshall                          | Universal Pictures            |       |
| Anyámon a tanárom                                 | Mr. Woodcock                                         | Craig Gillespie                         | New Line Cinema               |       |
| Apu boldogsága                                    | Daddy's Little Girls                                 | Tyler Perry                             | Lionsgate Films               |       |
|                                                   | Aqua Teen Hunger Force Colon Movie Film for Theaters | Matt Maiellaro és Dave Willis           | First Look International      |       |
| Az arany iránytű                                  | The Golden Compass                                   | Chris Weitz                             | New Line Cinema               |       |
| Árvaház                                           | El Orfanato                                          | Juan Antonio Bayona                     | Picturehouse Entertainment    |       |
|                                                   | The Astronaut Farmer                                 | Michael Polish                          | Warner Bros.                  |       |
| A bakancslista                                    | The Bucket List                                      | Rob Reiner                              | Warner Bros.                  |       |
| A barbár: Legenda a szellemharcosról              | Pathfinder: Legend of the Ghost Warrior              | Marcus Nispel                           | 20th Century Fox              |       |
| Bazi nagy film                                    | Epic Movie                                           | Jason Friedberg és Aaron Seltzer        | 20th Century Fox              |       |
| Egy bébiszitter naplója                           | The Nanny Diaries                                    | Shari Springer Berman és Robert Pulcini | MGM / Weinstein               |       |
| Beowulf – Legendák lovagja                        | Beowulf                                              | Robert Zemeckis                         | Paramount Pictures            |       |
| Blood & Chocolate                                 | Blood and Chocolate                                  | Katja von Garnier                       | Metro-Goldwyn-Mayer           |       |
| A Bourne-ultimátum                                | The Bourne Ultimatum                                 | Paul Greengrass                         | Universal Pictures            |       |
| Börtönvonat Yumába                                | 3:10 to Yuma                                         | James Mangold                           | Lionsgate Films               |       |
| Bratz – Talpra, csajok!                           | Bratz                                                | Sean McNamara                           | Lionsgate Films               |       |
|                                                   | Bug                                                  | William Friedkin                        | Lionsgate Films               |       |
| Bűbáj                                             | Enchanted                                            | Kevin Lima                              | Buena Vista                   |       |
|                                                   | Captivity                                            | Roland Joffé                            | After Dark Films              |       |
| Charlie Wilson háborúja                           | Charlie Wilson's War                                 | Mike Nichols                            | Universal Pictures            |       |
| Csajok a pályán                                   | Gracie                                               | Davis Guggenheim                        | Picturehouse Entertainment    |       |
| Csapd le Chipet!                                  | The Ex                                               | Jesse Peretz                            | MGM / Weinstein               |       |
| Csillagpor                                        | Stardust                                             | Matthew Vaughn                          | Paramount Pictures            |       |
| Csúcsformában 3.                                  | Rush Hour 3                                          | Brett Ratner                            | New Line Cinema               |       |
| Dan és a szerelem                                 | Dan in Real Life                                     | Peter Hedges                            | Buena Vista                   |       |
|                                                   | Death Sentence                                       | James Wan                               | 20th Century Fox              |       |
| Die Hard 4.0 – Legdrágább az életed               | Live Free or Die Hard                                | Len Wiseman                             | 20th Century Fox              |       |
| Disturbia                                         | Disturbia                                            | D.J. Caruso                             | Paramount / DreamWorks        |       |
| D-War – Sárkányháború                             | Dragon Wars                                          | Hjung-rae Shim                          | Freestyle Releasing           |       |
| Eastern Promises – Gyilkos ígéretek               | Eastern Promises                                     | David Cronenberg                        | Focus Features                |       |
| Éberség                                           | Awake                                                | Joby Harold                             | MGM / Weinstein               |       |
| Ébredő sötétség                                   | The Seeker: The Dark Is Rising                       | David L. Cunningham                     | 20th Century Fox              |       |
| Egetverő haderő                                   | Delta Farce                                          | C.B. Harding                            | Lionsgate Films               |       |
| Az éjszaka urai                                   | We Own the Night                                     | James Gray                              | Sony Pictures                 |       |
| Elah völgyében                                    | In the Valley of Elah                                | Paul Haggis                             | Warner Independent Pictures   |       |
| Elhagyatva                                        | The Abandoned                                        | Nacho Cerdà                             | After Dark Films              |       |
| Elhagyott szoba                                   | Vacancy                                              | Antal Nimród                            | Sony Pictures                 |       |
| Elizabeth: Az aranykor                            | Elizabeth: The Golden Age                            | Shekhar Kapur                           | Universal Pictures            |       |
| Én kicsi szörnyem: A mélység legendája            | The Water Horse: Legend of the Deep                  | Jay Russell                             | Sony Pictures                 |       |
| Érezd a ritmust                                   | Feel the Noise                                       | Alejandro Chomski                       | Sony BMG                      |       |
| Este                                              | Evening                                              | Koltai Lajos                            | Focus Features                |       |
| Evan, a minden6ó                                  | Evan Almighty                                        | Tom Shadyac                             | Universal Pictures            |       |
| A Fantasztikus Négyes és az Ezüst Utazó           | Fantastic Four: Rise of the Silver Surfer            | Tim Story                               | 20th Century Fox              |       |
| Faterok motoron                                   | Wild Hogs                                            | Walt Becker                             | Buena Vista                   |       |
| Fedőneve: Pipő                                    | Happily N'Ever After                                 | Paul J. Bolger                          | Lionsgate Films               |       |
| Fedőneve: Takarító                                | Code Name: The Cleaner                               | Les Mayfield                            | New Line Cinema               |       |
| Felkoppintva                                      | Knocked Up                                           | Judd Apatow                             | Universal Pictures            |       |
| Férj és férj                                      | I Now Pronounce You Chuck and Larry                  | Dennis Dugan                            | Universal Pictures            |       |
| Férjhez mész, mert azt mondtam                    | Because I Said So                                    | Michael Lehmann                         | Universal Pictures            |       |
|                                                   | The Final Season                                     | David M. Evans                          | Yari Film Group               |       |
| Fiú a Marsról                                     | Martian Child                                        | Menno Meyjes                            | New Line Cinema               |       |
| Fűrész IV.                                        | Saw IV                                               | Darren Lynn Bousman                     | Lionsgate Films               |       |
| Füstölgő ászok                                    | Smokin' Aces                                         | Joe Carnahan                            | Universal Pictures            |       |
| Golyózápor                                        | Shoot 'Em Up                                         | Michael Davis                           | New Line Cinema               |       |
|                                                   | The Great Debaters                                   | Denzel Washington                       | MGM / Weinstein               |       |
| Gyávák és hősök                                   | Lions for Lambs                                      | Robert Redford                          | United Artists                |       |
| A gyerekesek                                      | The Brothers Solomon                                 | Bob Odenkirk                            | Sony Pictures                 |       |
| Gyerekjáték                                       | The Game Plan                                        | Andy Fickman                            | Buena Vista                   |       |
| Hajlakk                                           | Hairspray                                            | Adam Shankman                           | New Line Cinema               |       |
| Grindhouse: Halálbiztos                           | Death Proof                                          | Quentin Tarantino                       | Weinstein / Dimension         |       |
| Halálos hallgatás                                 | Dead Silence                                         | James Wan                               | Universal Pictures            |       |
| A halálraítélt                                    | The Condemned                                        | Scott Wiper                             | Lionsgate Films               |       |
| Halloween                                         | Halloween                                            | Rob Zombie                              | MGM / Weinstein               |       |
| Hannibal ébredése                                 | Hannibal Rising                                      | Peter Webber                            | Metro-Goldwyn-Mayer           |       |
| Harmadik Shrek                                    | Shrek the Third                                      | Chris Miller                            | Paramount / DreamWorks        |       |
| Harry Potter és a Főnix Rendje                    | Harry Potter and the Order of the Phoenix            | David Yates                             | Warner Bros.                  |       |
| Hatalmas szív                                     | A Mighty Heart                                       | Michael Winterbottom                    | Paramount Vantage             |       |
| Hideg nyomon                                      | Gone Baby Gone                                       | Ben Affleck                             | Miramax Films                 |       |
| Híd Terabithia földjére                           | Bridge to Terabithia                                 | Csupó Gábor                             | Buena Vista                   |       |
| Hírnök                                            | The Messengers                                       | Oxide Pang Chun és Danny Pang           | Sony Pictures                 |       |
|                                                   | The Hitcher                                          | Dave Meyers                             | Rogue Pictures                |       |
| Hitman – A bérgyilkos                             | Hitman                                               | Xavier Gens                             | 20th Century Fox              |       |
| Húsevő                                            | Primeval                                             | Michael Katleman                        | Buena Vista                   |       |
| Invázió                                           | The Invasion                                         | Oliver Hirschbiegel                     | Warner Bros.                  |       |
| Ízlések és pofonok                                | No Reservations                                      | Scott Hicks                             | Warner Bros.                  |       |
| A Jane Austen Könyvklub                           | The Jane Austen Book Club                            | Robin Swicord                           | Sony Pictures Classics        |       |
| Jane Austen magánélete                            | Becoming Jane                                        | Julian Jarrold                          | Miramax Films                 |       |
| Jégi dicsőségünk                                  | Blades of Glory                                      | Josh Gordon és Will Speck               | Paramount / DreamWorks        |       |
| Juno                                              | Juno                                                 | Jason Reitman                           | Fox Searchlight               |       |
| A kabalapasi                                      | Good Luck Chuck                                      | Mark Helfrich                           | Lionsgate Films               |       |
| A Kaptár 3.: Teljes pusztulás                     | Resident Evil: Extinction                            | Russell Mulcahy                         | Sony Pictures                 |       |
| A Karib-tenger kalózai: A világ végén             | Pirates of the Caribbean: At Worlds End              | Gore Verbinski                          | Buena Vista                   |       |
| Kettőt találhatsz                                 | Catch and Release                                    | Susannah Grant                          | Sony Pictures                 |       |
| Kiadatás                                          | Rendition                                            | Gavin Hood                              | New Line Cinema               |       |
|                                                   | Kickin' It Old Skool                                 | Harvey Glazer                           | Yari Film Group               |       |
| A királyság                                       | The Kingdom                                          | Peter Berg                              | Universal Pictures            |       |
| A köd                                             | The Mist                                             | Frank Darabont                          | MGM / Weinstein               |       |
| A kulcsfigura                                     | The Lookout                                          | Scott Frank                             | Miramax Films                 |       |
| A lánc                                            | Black Snake Moan                                     | Craig Brewer                            | Paramount Vantage             |       |
| A lankadatlan: A Dewey Cox-sztori                 | Walk Hard: The Dewey Cox Story                       | Jake Kasdan                             | Sony Pictures                 |       |
| Lassú tűz                                         | Slow Burn                                            | Wayne Beach                             | Lionsgate Films               |       |
| Láthatatlan                                       | The Invisible                                        | David S. Goyer                          | Spyglass / Hollywood Pictures |       |
| L'ecsó                                            | Ratatouille                                          | Brad Bird                               | Buena Vista                   |       |
| Legenda vagyok                                    | I Am Legend                                          | Francis Lawrence                        | Warner Bros.                  |       |
| Lökd a ritmust                                    | Stomp the Yard                                       | Sylvain White                           | Sony Pictures                 |       |
| A másik én                                        | The Brave One                                        | Neil Jordan                             | Warner Bros.                  |       |
| Megérzés                                          | Premonition                                          | Mennan Yapo                             | Sony Pictures                 |       |
| Mézengúz                                          | Bee Movie                                            | Steve Hickner és Simon J. Smith         | Paramount / DreamWorks        |       |
| Michael Clayton                                   | Michael Clayton                                      | Tony Gilroy                             | Warner Bros.                  |       |
| Miért nősültem meg?                               | Why Did I Get Married                                | Tyler Perry                             | Lionsgate Films               |       |
| Motel 2.                                          | Hostel Part II                                       | Eli Roth                                | Lionsgate Films               |       |
| Mr. Bean nyaral                                   | Mr. Bean's Holiday                                   | Steve Bendelack                         | Universal Pictures            |       |
| Mr. Brooks                                        | Mr. Brooks                                           | Bruce A. Evans                          | Metro-Goldwyn-Mayer           |       |
| Mr. Magorium meseboltja                           | Mr. Magorium's Wonder Emporium                       | Zack Helm                               | 20th Century Fox              |       |
| Nancy Drew: A hollywoodi rejtély                  | Nancy Drew                                           | Andrew Fleming                          | Warner Bros.                  |       |
| Nászfrász                                         | License to Wed                                       | Ken Kwapis                              | Warner Bros.                  |       |
| Nem vénnek való vidék                             | No Country for Old Men                               | Ethan Coen és Joel Coen                 | Miramax Films                 |       |
| A nemzet aranya: Titkok könyve                    | National Treasure: Book of Secrets                   | Jon Turteltaub                          | Buena Vista                   |       |
| Next – A holnap a múlté                           | Next                                                 | Lee Tamahori                            | Paramount Pictures            |       |
| Norbit                                            | Norbit                                               | Brian Robbins                           | Paramount / DreamWorks        |       |
| A nők hálójában                                   | In the Land of Women                                 | Jon Kasdan                              | Warner Bros.                  |       |
| A nőmre hajtok                                    | I Think I Love My Wife                               | Chris Rock                              | Fox Searchlight               |       |
| Ocean's Thirteen – A játszma folytatódik          | Ocean's Thirteen                                     | Steven Soderbergh                       | Warner Bros.                  |       |
| Orvlövész                                         | Shooter                                              | Antoine Fuqua                           | Paramount Pictures            |       |
| Oviapu 2.                                         | Daddy Day Camp                                       | Fred Savage                             | Sony Pictures                 |       |
| Az örök kaszkadőr                                 | Hot Rod                                              | Akiva Schaffer                          | Paramount Pictures            |       |
| Az őslakó                                         | The Man from Earth                                   | Richard Schenkman                       | Anchor Bay Entertainment      |       |
| P2 – A rettegés új szintje                        | P2                                                   | Franck Khalfoun                         | Summit Entertainment          |       |
| Papírsárkányok                                    | The Kite Runner                                      | Marc Forster                            | Paramount Vantage             |       |
|                                                   | The Perfect Holiday                                  | Lance Rivera                            | Yari Film Group               |       |
| Pincérlány – Édesen is csípős                     | Waitress                                             | Adrienne Shelly                         | Fox Searchlight               |       |
| Pókember 3.                                       | Spider-Man 3                                         | Sam Raimi                               | Sony Pictures                 |       |
|                                                   | Pride                                                | Sunu Gonera                             | Lionsgate Films               |       |
| P.S. I Love You                                   | P.S. I Love You                                      | Richard LaGravenese                     | Warner Bros.                  |       |
|                                                   | Redline                                              | Andy Cheng                              | Chicago Pictures              |       |
| A Robinson család titka                           | Meet the Robinsons                                   | Stephen J. Anderson                     | Buena Vista                   |       |
| Saját szavak                                      | Freedom Writers                                      | Richard LaGravenese                     | Paramount Pictures            |       |
|                                                   | Sarah Landon and the Paranormal Hour                 | Lisa Comrie                             | Freestyle Releasing           |       |
|                                                   | September Dawn                                       | Christopher Cain                        | Slowhand Cinema               |       |
| Sicko                                             | Sicko                                                | Michael Moore                           | Lionsgate Films               |       |
| A Simpson család – A film                         | The Simpsons Movie                                   | David Silverman                         | 20th Century Fox              |       |
| Superbad, avagy miért ciki a szex?                | Superbad                                             | Greg Mottola                            | Sony Pictures                 |       |
| Sweeney Todd, a Fleet Street démoni borbélya      | Sweeney Todd: The Demon Barber of Fleet Street       | Tim Burton                              | Paramount / DreamWorks        |       |
| A szellemlovas                                    | Ghost Rider                                          | Mark Steven Johnson                     | Sony Pictures                 |       |
| Szerelem a kolera idején                          | Love in the Time of Cholera                          | Mike Newell                             | New Line Cinema               |       |
| A szerelem bősége                                 | Feast of Love                                        | Robert Benton                           | Metro-Goldwyn-Mayer           |       |
| Szerencse dolga                                   | Lucky You                                            | Curtis Hanson                           | Warner Bros.                  |       |
| A szeretet szimfóniája                            | August Rush                                          | Kirsten Sheridan                        | Warner Bros.                  |       |
| Szerva itt, pofon ott                             | Balls of Fury                                        | Robert Ben Garant                       | Rogue Pictures                |       |
| Sziklák szeme 2.                                  | The Hills Have Eyes 2                                | Martin Weisz                            | Fox Atomic                    |       |
| Télbratyó                                         | Fred Claus                                           | David Dobkin                            | Warner Bros.                  |       |
| Terrorbolygó                                      | Planet Terror                                        | Robert Rodríguez                        | Weinstein / Dimension         |       |
|                                                   | This Christmas                                       | Preston A. Whitmore II                  | Sony Pictures                 |       |
| A tíz csapás                                      | The Reaping                                          | Stephen Hopkins                         | Warner Bros.                  |       |
| A tízparancsolat                                  | The Ten Commandments                                 | Bill Boyce és John Stronach             | Rocky Mountain Pictures       |       |
| TMNT – Tini Nindzsa Teknőcök                      | TMNT                                                 | Kevin Munroe                            | Warner Bros.                  |       |
| Tor-túra 2.                                       | Are We Done Yet?                                     | Steve Carr                              | Sony Pictures                 |       |
| Trükkös gyémántrablás                             | Flawless                                             | Michael Radford                         | Magnolia Pictures             |       |
| Törés                                             | Fracture                                             | Gregory Hoblit                          | New Line Cinema               |       |
| Transformers                                      | Transformers                                         | Michael Bay                             | Paramount / DreamWorks        |       |
| Tudom, ki ölt meg                                 | I Know Who Killed Me                                 | Chris Sivertson                         | Sony Pictures                 |       |
| Tuti lúzerek                                      | The Comebacks                                        | Tom Brady                               | Fox Atomic                    |       |
| A tűz martaléka                                   | Things We Lost in the Fire                           | Susanne Bier                            | Paramount / DreamWorks        |       |
| Tűzoltó kutya                                     | Firehouse Dog                                        | Todd Holland                            | 20th Century Fox              |       |
|                                                   | The Ultimate Gift                                    | Michael O. Sajbel                       | The Bigger Picture            |       |
| Ultrakopó                                         | Underdog                                             | Frederik Du Chau                        | Buena Vista                   |       |
| Út a vadonba                                      | Into the Wild                                        | Sean Penn                               | Paramount Vantage             |       |
| Utazás Darjeelingbe                               | The Darjeeling Limited                               | Wes Anderson                            | Fox Searchlight               |       |
| Az utolsó jelentés                                | Breach                                               | Billy Ray                               | Universal Pictures            |       |
| Az utolsó légió                                   | The Last Legion                                      | Doug Lefler                             | The Weinstein Company         |       |
| Az utolsó mimic                                   | The Last Mimzy                                       | Robert Shaye                            | New Line Cinema               |       |
| Üres város                                        | Reign Over Me                                        | Mike Binder                             | Sony Pictures                 |       |
| Vadidegen                                         | Perfect Stranger                                     | James Foley                             | Sony Pictures                 |       |
| Vágy és vezeklés                                  | Atonement                                            | Joe Wright                              | Focus Features                |       |
| Vaskabátok                                        | Hot Fuzz                                             | Edgar Wright                            | Rogue Pictures                |       |
| Vérfarkasok                                       | Skinwalkers                                          | James Isaac                             | After Dark Films              |       |
| Vérző olaj                                        | There Will Be Blood                                  | Paul Thomas Anderson                    | Paramount Vantage             |       |
| Vigyázz, kész, szörf!                             | Surf's Up                                            | Ash Brannon és Chris Buck               | Sony Pictures                 |       |
| Viszlát, Bajnok!                                  | Resurrecting the Champ                               | Rod Lurie                               | Yari Film Group               |       |
| War                                               | War                                                  | Philip G. Atwell                        | Lionsgate Films               |       |
|                                                   | Who's Your Caddy?                                    | Don Michael Paul                        | MGM / Weinstein               |       |
| Zene és szöveg                                    | Music and Lyrics                                     | Marc Lawrence                           | Warner Bros.                  |       |
| Zodiákus                                          | Zodiac                                               | David Fincher                           | Paramount Pictures            |       |
| Zsaruk bevetésen – A film                         | Reno 911!: Miami                                     | Robert Ben Garant                       | 20th Century Fox              |       |

### További bemutatók
| Magyar cím                                              | Eredeti cím                                                | Rendező                                 | [ 7 ] |
| ------------------------------------------------------- | ---------------------------------------------------------- | --------------------------------------- | ----- |
| 4 hónap, 3 hét, 2 nap                                   | 4 luni, 3 saptamani si 2 zile                              | Cristian Mungiu                         |       |
| Anyád lehetnék                                          | I Could Never Be Your Woman                                | Amy Heckerling                          |       |
| Ben X                                                   | Ben X                                                      | Nic Balthazar                           |       |
| Bosszú mindhalálig                                      | Until Death                                                | Simon Fellows                           |       |
| Buenos Aires                                            | Ciudad en celo                                             | Hernán Gaffet                           |       |
| Cukrosnéni                                              | I Want Candy                                               | Stephen Surjik                          |       |
| Cserbenhagyás                                           | Reservation Road                                           | Terry George                            |       |
|                                                         | The Devil Came on Horseback                                | Ricki Stern és Anne Sundberg            |       |
| Egyszer                                                 | Once                                                       | John Carney                             |       |
| A falka                                                 | The Flock                                                  | Andrew Lau                              |       |
|                                                         | The Grand                                                  | Zak Penn                                |       |
| Halálos temetés                                         | Death at a Funeral                                         | Frank Oz                                |       |
| Jesse James meggyilkolása, a tettes a gyáva Robert Ford | The Assassination of Jesse James by the Coward Robert Ford | Andrew Dominik                          |       |
| Kalifornia királya                                      | King of California                                         | Mike Cahill                             |       |
| Kasszandra álma                                         | Cassandra's Dream                                          | Woody Allen                             |       |
| A kísérő                                                | The Walker                                                 | Paul Schrader                           |       |
| Medúzák                                                 | Meduzot                                                    | Shira Geffen és Etgar Keret             |       |
| Mesterdetektív                                          | Sleuth                                                     | Kenneth Branagh                         |       |
| Mongol                                                  | Mongol                                                     | Szergej Bodrov                          |       |
|                                                         | Nanking                                                    | Bill Guttentag és Dan Sturman           |       |
| Napfény                                                 | Sunshine                                                   | Danny Boyle                             |       |
| A Napkirálynő                                           | La Reine Soleil                                            | Philippe Leclerc                        |       |
| Seattle öt napja                                        | Battle in Seattle                                          | Stuart Townsend                         |       |
| Piaf                                                    | La Môme                                                    | Olivier Dahan                           |       |
| Plasztik szerelem                                       | Lars and the Real Girl                                     | Craig Gillespie                         |       |
| Rec                                                     | Rec                                                        | Jaume Balagueró és Paco Plaza           |       |
| Selyem                                                  | Silk                                                       | François Girard                         |       |
| Szkafander és pillangó                                  | Le scaphandre et le papillon                               | Julian Schnabel                         |       |
| T4xi                                                    | T4xi                                                       | Gérard Krawczyk                         |       |
| Az utolsó óra                                           | The 11th Hour                                              | Nadia Conners és Leila Conners Petersen |       |
| Winx Club – A mozifilm: Az elveszett királyság titka    | Winx Club – Il Segreto Del Regno Perduto                   | Iginio Straffi                          |       |

## Díjak, fesztiválok
- 79. Oscar-gála
  - legjobb film: A tégla
  - legjobb színész: Forest Whitaker – Az utolsó skót király
  - legjobb színésznő: Helen Mirren – A királynő
- 64. Golden Globe-gála
  - Dráma
    - legjobb film: Babel
    - legjobb férfi főszereplő: Forest Whitaker – Az utolsó skót király
    - legjobb női főszereplő: Helen Mirren – A királynő

  - Musical vagy vígjáték
    - legjobb film: Dreamgirls
    - legjobb férfi főszereplő: Sacha Baron Cohen – Borat: Kazah nép nagy fehér gyermeke menni művelődni Amerika
    - legjobb női főszereplő: Meryl Streep – Az ördög Pradát visel
- 20. Európai Filmdíj-gála

legjobb film: 4 hónap, 3 hét, 2 nap
legjobb rendező: Cristian Mungiu – 4 hónap, 3 hét, 2 nap
legjobb színésznő: Helen Mirren – A királynő
legjobb színész: Sasson Gabai – A zenekar látogatása
közönségdíj: Az ismeretlen
- 60. BAFTA-gála
  - legjobb film: A királynő
  - legjobb férfi főszereplő: Forest Whitaker – Az utolsó skót király
  - legjobb női főszereplő: Helen Mirren – A királynő
- 32. César-gála
  - legjobb film: Lady Chatterley, rendezte: Pascale Ferran
  - legjobb külföldi film: A család kicsi kincse, rendezte: Jonathan Dayton és Valerie Faris
  - legjobb rendező: Guillaume Canet – Senkinek egy szót sem!
  - legjobb színész: François Cluzet – Senkinek egy szót sem!
  - legjobb színésznő: Marina Hands – Lady Chatterley
- 60. Cannes-i Fesztivál
  - Arany Pálma: 4 hónap, 3 hét, 2 nap – rendező: Cristian Mungiu
  - nagydíj: Siratóerdő – rendező: Kavasze Naomi
  - a zsűri díja:
    - Persepolis – rendező: Marjane Satrapi és Vincent Paronnaud
    - Stellet Licht – rendező: Carlos Reygadas

  - legjobb rendezés díja: Szkafander és pillangó – rendező: Julian Schnabel
  - legjobb női alakítás díja: Cson Dojon (전도연, Jeon Do-yeon) – Rejtett napfény
  - legjobb férfi alakítás díja: Konsztantyin Lavronenko – Izgnanie
  - legjobb forgatókönyv: A másik oldalon – rendező: Fatih Akın
  - a 60. évforduló díja: Paranoid Park – rendező: Gus Van Sant
- 27. Arany Málna-gála

legrosszabb film: Elemi ösztön 2.
legrosszabb remake: Kiscsávó
legrosszabb rendező: M. Night Shyamalan – Lány a vízben
legrosszabb női főszereplő: Sharon Stone – Elemi ösztön 2.
legrosszabb férfi főszereplő: Marlon Wayans és Shawn Wayans – Kiscsávó
- 38. Magyar Filmszemle

## Halálozások
- január 1. – Mihályfy Sándor – 70, magyar filmrendező
- január 10. – Carlo Ponti – 94, olasz filmproducer
- február 9. – Ian Richardson – 73, skót színész
- február 14. – Erdőss Pál – 60, magyar filmrendező
- március 7. – Szakácsi Sándor – 55, magyar színész
- március 8. – Kocsis György – 44, magyar színész
- március 15. – Stuart Rosenberg – 80, amerikai filmrendező
- március 17. – Freddie Francis – 89, angol operatőr, filmrendező
- március 23. – Kaszás Attila – 47, magyar színész
- április 4. – Bob Clark – 68, amerikai filmrendező
- április 7. – Barry Nelson – 89, amerikai színész
- április 11. – Roscoe Lee Browne – 81, amerikai színész
- április 19. – Jean-Pierre Cassel – 74, francia színész
- április 24. – Madaras József – 70, magyar színész
- május 30. – Jean-Claude Brialy, francia színész, rendező (* 1932)
- június 3. – Darvas Iván, magyar színész (* 1925)
- június 19. – Klausjürgen Wussow – 78, német színész
- július 21. – Kovács László, magyar operatőr (* 1933)
- július 22. – Ulrich Mühe – 54, német színész
- július 29. – Mike Reid – 67, angol színész
- július 29. – Michel Serrault – 79, francia színész
- július 30. – Ingmar Bergman, svéd filmrendező (* 1918)
- július 30. – Michelangelo Antonioni, olasz filmrendező (* 1912)
- szeptember 10. – Jane Wyman – 93, amerikai színésznő
- szeptember 25. – Gaál István, magyar filmrendező (* 1933)
- szeptember 29. – Lois Maxwell – 80, amerikai színésznő
- október 16. – Deborah Kerr – 86, amerikai színésznő
- november 11. – Delbert Mann – 87, amerikai filmrendező
- november 13. – Ember Judit, magyar filmrendező (* 1935)
- november 18. – Miklósy György, magyar színész (* 1925)
- december 27. – Jerzy Kawalerowicz, lengyel filmrendező (* 1922)